# Avante Cars

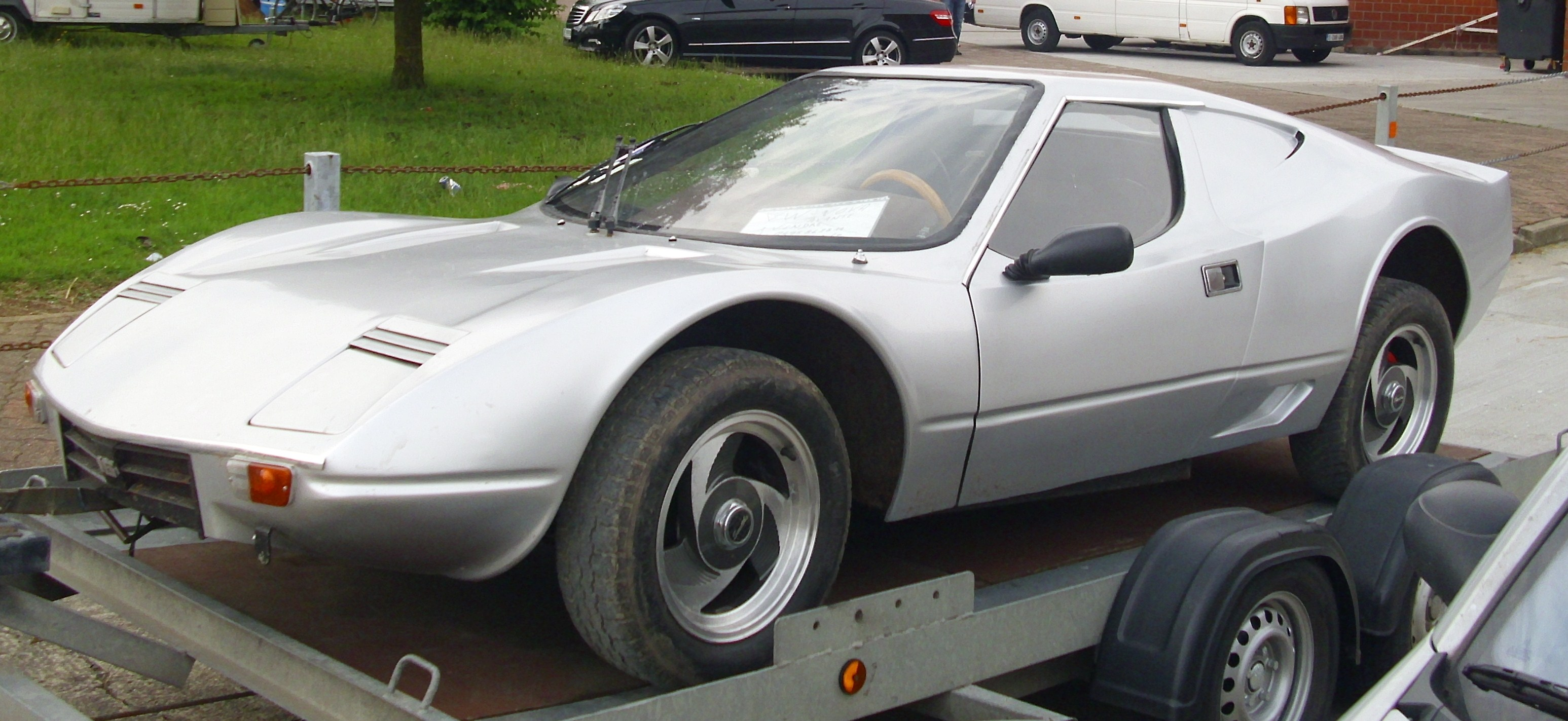
Avante

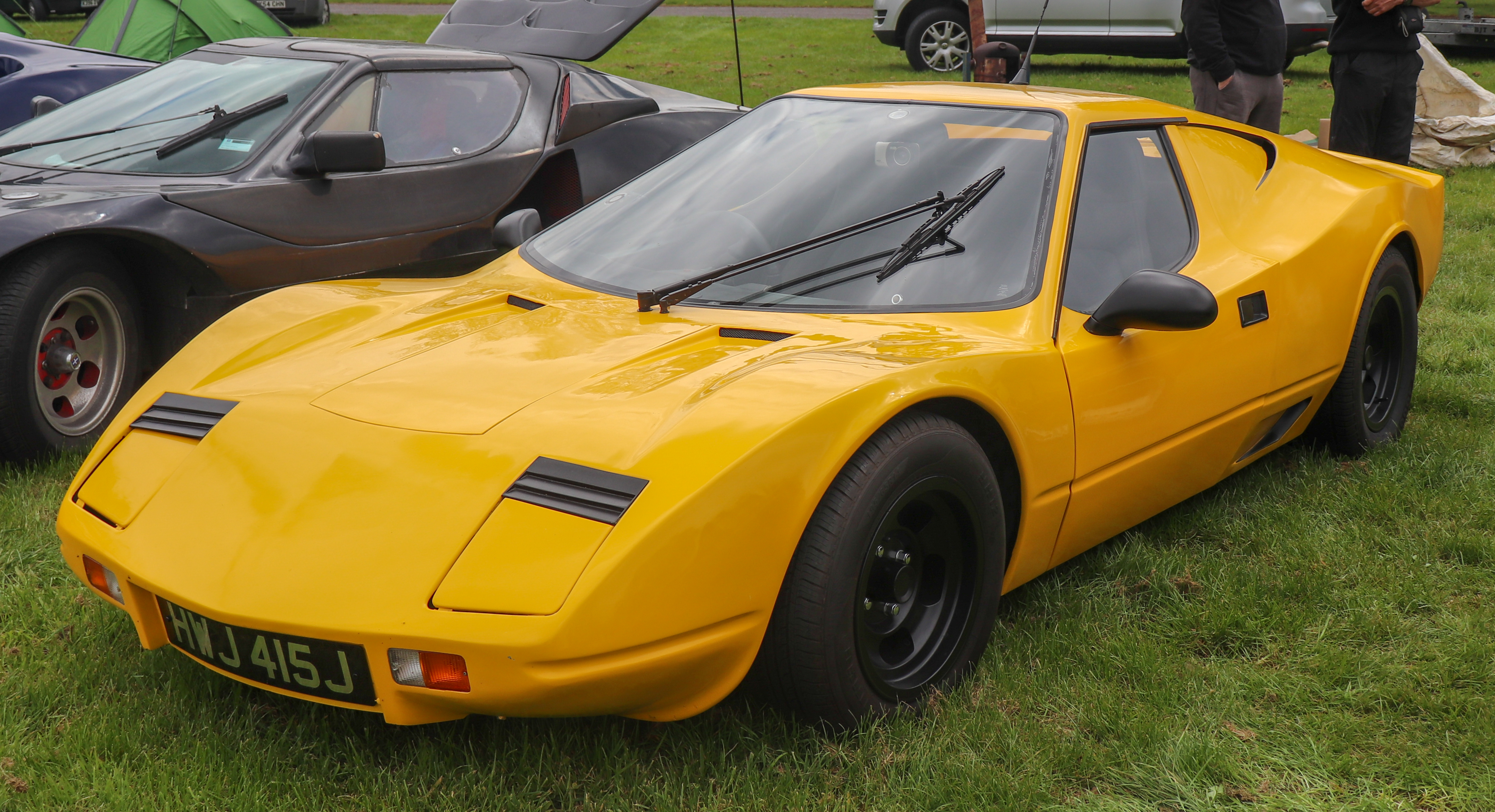
Front

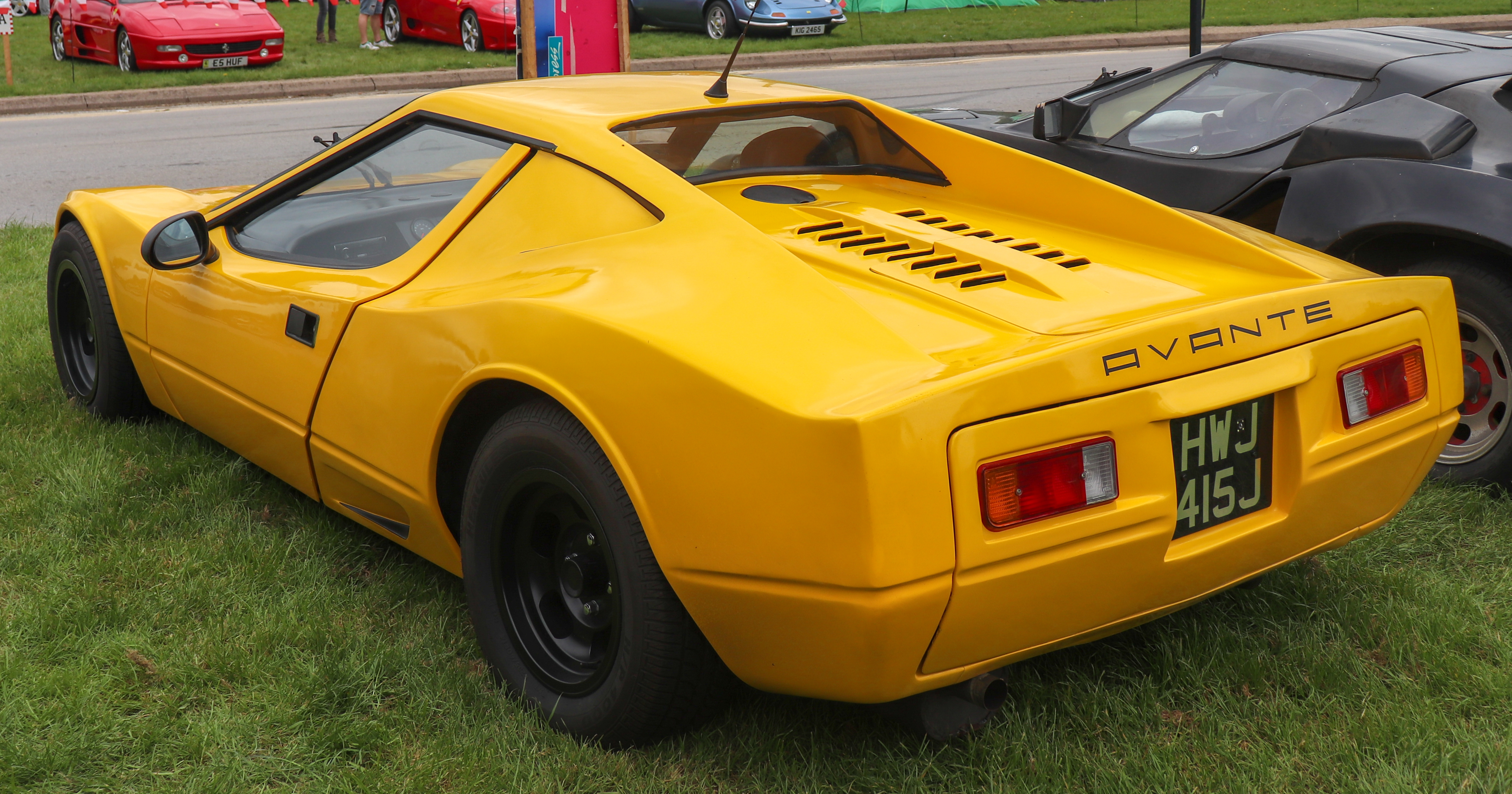
Heck

Avante Cars war ein britischer Hersteller von Automobilen.

## Unternehmensgeschichte
Melvyn Kay gründete 1982 das Unternehmen in Stoke-on-Trent in der Grafschaft Staffordshire. Er begann mit der Produktion von Automobilen und Kits. Der Markenname lautete Avante. 1986 endete die Produktion. Top Hat Coachworks aus Blackpool unter Leitung von Paul de Roma setzte die Produktion 1987 fort. Insgesamt entstanden etwa 30 Exemplare.

## Fahrzeuge
Die Basis der Fahrzeuge bildete das Fahrgestell vom VW Käfer. Darauf wurde eine Coupé-Karosserie montiert. Gewöhnlich trieb ein luftgekühlter Vierzylinder-Boxermotor vom VW Käfer das Fahrzeug an, doch standen auch wassergekühlte Vierzylinder-Reihenmotoren von Volkswagen zur Verfügung.
Das erste Modell war zweisitzig. Hiervon entstanden zwischen 1982 und 1987 etwa 25 Exemplare.
1983 ergänzte der +2 das Sortiment. Er war größer und länger und bot Platz für 2 + 2 Personen. Bis 1987 entstanden hiervon etwa fünf Exemplare.